# Lista monumentelor istorice din județul Dâmbovița - U

Simbol utilizat pentru monumentele istorice

Lista monumentelor istorice din județul Dâmbovița - U cuprinde monumentele istorice înscrise în Patrimoniul cultural național al României și aflate în localități din județul Dâmbovița al căror nume începe cu litera U. 
Lista completă este menținută și actualizată periodic de către Ministerul Culturii, Cultelor și Patrimoniului Național din România, prin intermediul Institutului Național al Patrimoniului, ultima versiune datând din 2015. Această listă cuprinde și actualizările ulterioare, realizate prin ordin al ministrului culturii.
Puteți căuta un monument din județul Dâmbovița folosind formularul de mai jos sau puteți naviga prin toate monumentele din județ la lista monumentelor istorice din județul Dâmbovița.
| Cod LMI                               | Denumire                                                          | Localitate                        | Localizare                                                                                        | Datare, Creatori                   | Imagine               | Erori             |
| ------------------------------------- | ----------------------------------------------------------------- | --------------------------------- | ------------------------------------------------------------------------------------------------- | ---------------------------------- | --------------------- | ----------------- |
| DB-I-s-B-17137 (RAN: 65510.01)        | Așezare                                                           | sat Ulmi; comuna Ulmi             | „Depozit”, la 0,3 km NE de râul Ilfov, pe dreapta DC Lazuri-Văcărești, la 1 km N de satul Bungetu | Epoca bronzului                    | Încarcă foto \| video | Raportează eroare |
| DB-I-s-B-17138 (RAN: 65510.02)        | Situl arheologic de la Ulmi, punct „Tufan”                        | sat Ulmi; comuna Ulmi             | „Tufan”, la 0,5 km SE de localitate și la E de DN71 Târgoviște-Răcari                             |                                    | Încarcă foto \| video | Raportează eroare |
| DB-I-m-B-17138.01 (RAN: 65510.02.02)  | Așezare                                                           | sat Ulmi; comuna Ulmi             | „Tufan”, la 0,5 km SE de localitate și la E de DN71 Târgoviște-Răcari                             | sec. IV a. Chr., Epoca daco-romană | Încarcă foto \| video | Raportează eroare |
| DB-I-m-B-17138.02 (RAN: 65510.02.01)  | Așezare                                                           | sat Ulmi; comuna Ulmi             | „Tufan”, la 0,5 km SE de localitate și la E de DN71 Târgoviște-Răcari                             | Epoca bronzului, Cultura Tei       | Încarcă foto \| video | Raportează eroare |
| DB-I-s-B-17139 (RAN: 66937.01)        | Așezare                                                           | sat Ungureni; comuna Corbii Mari  | „Măgura”, la 1 km S de localitate, în dreapta Argeșului (cota 145,2 m) 44.56889°N 25.52389°E      | Neolitic                           | Încarcă foto \| video | Raportează eroare |
| DB-I-s-B-17140 (RAN: 69438.01)        | Necropolă                                                         | sat Urseiu; comuna Vișinești      | „Vârful Sultanu”, la 3 km NE de sat (cota 848,7 m)                                                | Epoca bronzului timpuriu           | Încarcă foto \| video | Raportează eroare |
| DB-I-s-B-17141 (RAN: 101886.01)       | Așezare                                                           | sat Urziceanca; comuna Ciocănești | „Fântâna Mirii”, pe malul stâng al râului Colentina, în vatra satului                             | Latène, Cultura geto-dacică        | Încarcă foto \| video | Raportează eroare |
| DB-I-s-B-17142 (RAN: 101886.02)       | Situl arheologic de la Urziceanca, punct „Islaz”                  | sat Urziceanca; comuna Ciocănești | „Islaz”, la 0,6 km SE de limita de S a satului, în cotul Colentinei                               |                                    | Încarcă foto \| video | Raportează eroare |
| DB-I-m-B-17142.01 (RAN: 101886.02.02) | Așezare                                                           | sat Urziceanca; comuna Ciocănești | „Islaz”, la 0,6 km SE de limita de S a satului, în cotul Colentinei                               | Latène, Cultura geto-dacică        | Încarcă foto \| video | Raportează eroare |
| DB-I-m-B-17142.02 (RAN: 101886.02.01) | Așezare                                                           | sat Urziceanca; comuna Ciocănești | „Islaz”, la 0,6 km SE de limita de S a satului, în cotul Colentinei                               | Epoca bronzului                    | Încarcă foto \| video | Raportează eroare |
| DB-II-m-B-17721 (RAN: 68985.01)       | Biserica „Adormirea Maicii Domnului”                              | sat Uliești; comuna Uliești       |                                                                                                   | 1793                               | Încarcă foto \| video | Raportează eroare |
| DB-II-m-B-17722                       | Fabrica de Oxigen, azi fabrica de corpuri de iluminat IANLUX      | sat Ulmi; comuna Ulmi             | 38                                                                                                | sf. sec. XIX                       | Încarcă foto \| video | Raportează eroare |
| DB-II-m-B-17723                       | Biserica „Adormirea Maicii Domnului”, „Sf. Andrei”, „Sf. Nicolae” | sat Ulmi; comuna Ulmi             | 271                                                                                               | 1862 - 1872                        | Încarcă foto \| video | Raportează eroare |
| DB-II-m-B-17724 (RAN: 66937.02)       | Biserica „Sf. Nicolae”                                            | sat Ungureni; comuna Corbii Mari  |                                                                                                   | 1802 - 1803                        | Încarcă foto \| video | Raportează eroare |
| DB-II-m-A-17725 (RAN: 67461.01)       | Biserica de lemn „Cuvioasa Paraschiva”                            | sat Ungureni; comuna Dragomirești | 44.8719°N 25.3897°E                                                                               | 1818                               |                       | Raportează eroare |
| DB-II-m-B-17726                       | Fosta primărie                                                    | sat Ungureni; comuna Dragomirești | Str. Principală 88                                                                                | 1912                               | Încarcă foto \| video | Raportează eroare |
| DB-II-m-B-17727                       | Casa preotului Gheorghe Olteanu                                   | sat Ungureni; comuna Dragomirești | Str. Principală 34                                                                                | înc. sec. XX                       | Încarcă foto \| video | Raportează eroare |
| DB-II-m-B-17728                       | Casa Iancu Georgescu                                              | sat Ungureni; comuna Corbii Mari  |                                                                                                   | sf. sec. XIX                       | Încarcă foto \| video | Raportează eroare |
| DB-II-m-B-17729                       | Școala                                                            | sat Urseiu; comuna Vișinești      | 395                                                                                               | înc. sec. XX                       | Încarcă foto \| video | Raportează eroare |
| DB-II-m-B-17730                       | Conacul Păunescu                                                  | sat Urziceanca; comuna Ciocănești | Str. Școlii 176 44.63054°N 25.8335°E                                                              | sf. sec. XIX                       | Încarcă foto \| video | Raportează eroare |